# Мурбек, Андреас
Юхан Андреас Рикард Мурбек (швед. Johan Andreas Richard Murbeck; род. 1 мая 1998, Мальмё) — шведский футболист, защитник «Сириуса».

## Клубная карьера
На юношеском уровне выступал за «Фурулунд», «Мальмё» и «Ландскруну». Проходил просмотр в немецком «Мюнхен 1860». В январе 2015 года перешёл в датский «Мидтьюлланн», где присоединился к академии клуба. В составе юношеской команды дважды выигрывал чемпионат Дании, а также выступал в юношеской лиге УЕФА. Летом 2017 года тренировался в составе «Гётеборга», но в итоге подписал контракт с датским «Скиве».
В январе 2019 года на правах свободного агента подписал однолетний контракт с «Юнгшиле». Вместе с командой стал победителем в первом дивизионе и вышел в Суперэттан. В общей сложности провёл за клуб 46 матчей и забил два мяча. В январе 2021 года перешёл в «Ландскруну».
5 февраля 2022 года перешёл в «Сириус», с которым подписал четырёхлетний контракт. Первую игру за новый клуб провёл 20 февраля 2022 года в кубке страны против «Сюльвии». В марте того же года получил серьёзную травму колена и был вынужден пропустить остаток сезона. В общей сложности восстановление заняло 19 месяцев и только в ноябре 2023 года Мурбек приступил к тренировкам с основной командой. Первой игрой после возвращения стала встреча с «Норрчёпингом» в рамках группового этапа кубке Швеции, состоявшаяся 4 марта 2024 года. 20 апреля в игре с «Вернаму» дебютировал в чемпионате Швеции, выйдя на поле на 87-й минуте вместо Якоб Вёлькерлинг-Перссона.

## Клубная статистика
| Выступление      | Выступление      | Выступление      | Лига | Лига | Кубки | Кубки | Конт. кубки | Конт. кубки | Итого | Итого |
| Клуб             | Лига             | Сезон            | Игры | Голы | Игры  | Голы  | Игры        | Голы        | Игры  | Голы  |
| ---------------- | ---------------- | ---------------- | ---- | ---- | ----- | ----- | ----------- | ----------- | ----- | ----- |
| Скиве            | 1-й дивизион     | 2017/18          | 13   | 1    | 0     | 0     | 0           | 0           | 13    | 1     |
| Скиве            | Итого            | Итого            | 13   | 1    | 0     | 0     | 0           | 0           | 13    | 1     |
| Юнгшиле          | Дивизион 1       | 2019             | 26   | 1    | 0     | 0     | 0           | 0           | 26    | 1     |
| Юнгшиле          | Суперэттан       | 2020             | 19   | 1    | 1     | 0     | 0           | 0           | 20    | 1     |
| Юнгшиле          | Итого            | Итого            | 45   | 2    | 1     | 0     | 0           | 0           | 46    | 2     |
| Ландскруна       | Суперэттан       | 2021             | 25   | 0    | 3     | 0     | 0           | 0           | 28    | 0     |
| Ландскруна       | Итого            | Итого            | 25   | 0    | 3     | 0     | 0           | 0           | 28    | 0     |
| Сириус           | Алльсвенскан     | 2022             | 0    | 0    | 3     | 0     | 0           | 0           | 3     | 0     |
| Сириус           | Алльсвенскан     | 2023             | 0    | 0    | 0     | 0     | 0           | 0           | 0     | 0     |
| Сириус           | Алльсвенскан     | 2024             | 5    | 0    | 1     | 0     | 0           | 0           | 6     | 0     |
| Сириус           | Итого            | Итого            | 5    | 0    | 4     | 0     | 0           | 0           | 9     | 0     |
| Всего за карьеру | Всего за карьеру | Всего за карьеру | 88   | 3    | 8     | 0     | 0           | 0           | 96    | 3     |